# 毛骨悚然：惡魔重生
《毛骨悚然：惡魔重生》（英語：Jeepers Creepers: Reborn）一部2022年的超自然恐怖電影，由蒂莫·沃伦索拉執導（這是他在美國的處女作），杰克·西尔和西恩-邁克爾·阿戈編劇，是維克多·沙爾瓦《毛骨悚然》三部曲的重启，旨在建立一個新的三部曲。該片由西德尼·克拉文和伊姆蘭·亞當斯主演，迪·華萊士和蓋瑞·格雷厄姆“特別出演”，由Screen Media Films（英國则是101 Films）於2022年9月19日全球發行。
這部電影受到批評，並遭到Myriad Pictures起诉，他們製作了前幾部電影，聲稱享有權利，並且沒有收到这部電影製作的通知。

## 剧情
一个老年夫妇在佛罗里达乡间驾车旅行时，被一辆旧卡车逼車。他们看到卡车司机在一座废弃的教堂旁边将一个裹着血迹的布团放入一个突出地面的大管子里。之后，卡车又把他们撞出了路，他们回过头去调查这个管子时，被里面的景象吓坏了。
影片又跳转到了2021年，Y世代情侣蔡斯和莱恩来到路易斯安那州参加“恐怖猎人节”节日活动。蔡斯是一个超常現象迷，特别对当地的“食人魔”都市傳說感兴趣，这个怪物每23年出现23天，会杀死和吃掉数百人然后消失。蔡斯计划在旅行期间向莱恩求婚，而莱恩则暗自认为自己怀孕了。与此同时，食人魔苏醒并开始猎食以增加自己的力量。在一家礼品店，莱恩触摸了一个神秘的物品后产生了预感。店主Lady Manilla向这对情侣傳達了神秘的信息。在酒店里，莱恩想要做妊娠试验，但被一只乌鸦砸中窗户打断了她。然后，这对情侣前往了“恐怖猎人节”。
在活动中，莱恩拿起了一个神秘的手裏劍，发现自己在扔手裏劍方面异常熟练。食人魔到达并开始猎杀，使用卡车使互联网连接中断。这对情侣参加了由活动组织者Madam Carnage主持的抽獎活动，有机会赢得一个被改造成密室逃脱的废弃庄园的一夜之约。莱恩开始看到她在房子里参加奇怪的仪式的幻象。一个摄像师和他的团队跟随他们一起记录事件，还有一名当地导游斯图。
当众人到达房子时，他们穿过一个18世纪的墓地，食人魔杀死了摄像师并绑架了莱恩，而蔡斯正在向她求婚。莱恩被绑在桌子上，食人魔用刀戳破了她的腹部。众人进入房子争论不休，斯图开枪向空中开了一枪，吸引了食人魔的注意。食人魔离开了莱恩并在整个房子里追杀着众人，最终杀死了所有人，只剩下了斯图和蔡斯。
莱恩设法挣脱束缚并加入了他们。她向蔡斯透露自己怀孕了，而食人魔特意将其作为目标。他们发现Madam Carnage、Lady Manilla和其他人一直在崇拜食人魔，并引诱受害者到房子里供其食用。他们制定了一个计划，让莱恩引诱食人魔到外面，蔡斯和斯图推倒尖塔砸死它。莱恩用她拿到的手裏劍使食人魔失明，掉落的尖塔将其刺穿。一群乌鸦吞食了食人魔并飞进了黑夜。
众人离开了，而在其他地方，食人魔重生并发出恶魔般的咆哮声。

## 評價
電影發行後獲得壓倒性的負面評價，爛番茄搜集的15條評論總結出0%新鮮度，平均分數2.6/10，觀眾好評度僅有8%，均分1.1/5。